# Ту-2000
„Ту-2000“ е проект на СССР и Русия за тежък бомбардировач, разработван от КБ Туполев.
Проектът е стартиран още от СССР. Разработката на самолета започва през 1986 г. в отговор на разработвания американски Rockwell X-30. Русия работи по проекта до 1992 г., когато е прекратен заради липса на средства.
Конструкторът, работил по проекта, е Алексей Туполев.